# 누규
누규(婁圭, ? ~ ?)는 중국 후한 말의 인물로, 자는 자백(子伯)이며, 형주(荊州) 남양군(南陽郡) 사람이다.

## 생애
초평(初平) 연간에 형주 북쪽 경계에서 군사를 모아 할거하였다. 그러나 그의 밑에 있는 것을 거부한 왕충(王忠)에게 토벌당하였으며, 그 후 누규는 조조(曹操)를 섬겼다.
조조는 누규를 대장으로 삼았으나 군을 통솔시키지는 않았고, 회의에서 늘 함께 의논하였다. 하북(河北) 정벌 시에는 조조를 수행하여 기주(冀州)에 머물렀다.
어느 날, 조조가 아이들을 데리고 외출하였는데 누규도 동행하였다. 이때 누규는 "이 집안(조조)의 부자(父子)는 오늘같은 즐거움을 맛본 적이 있을까?"라고 말하였다. 이 말을 전해들은 조조는 자신을 비난한 것으로 여겨, 훗날 누규를 죽였다.
또한, 《삼국지(三國志)》 위서(魏書) 무제기(武帝紀)에 주석으로 인용된 《조만전(曹滿傳)》전에는 다음과 같은 일화가 전하고 있다.
건안(建安) 16년(211년), 조조가 위수(渭水)에서 마초(馬超)와 싸웠을 때, 지질이 나빠서 요새를 지을 수 없었다. 누규는 "지금은 기후가 추운 때이니, 물을 끼얹으면 한번에 요새를 지을 수 있습니다"라고 진언하였다. 조조는 이 말을 따라 요새를 지었다.
그러나 실제로 이 때는 윤8월이었으며, 배송지(裴松之) 또한 사실일 리가 없다며 부정하였다.

## 《삼국지연의》 속 누규
사실(史實)과는 전혀 다른 인물로, 누자백(婁子伯)이라는이라는 이름으로 등장한다. 도호(道號)는 몽매거사(夢梅道士)이며 사예(司隸) 경조윤(京兆尹) 출신으로, 종남산(終南山)에 은거하고 있는 것으로 설정되어 있다. 외모는, 골격은 학과 같고 자태는 소나무와 같아 범상치 않은 인물로 묘사되었다.
위수 전투에 등장하며, 조조가 빈객을 대하는 태도로 맞이하자 얼음성을 쌓을 것을 진언하였다. 조조는 기뻐하며 선물을 준비하였으나, 누규는 받지 않고 그곳을 떠났다.

## 같이 보기
- 삼국지 인물 목록